# Lee Chak Men
Lee Chak Men (chiń. 李焯民; pinyin Lǐ Zhuōmín; ur. 1922 w Chinach) – singapurski koszykarz pochodzenia chińskiego, olimpijczyk.
W 1956 roku wystąpił wraz z drużyną na igrzyskach olimpijskich w Melbourne. Zagrał we wszystkich siedmiu spotkaniach, które reprezentacja rozegrała na tym turnieju. Lee zdobył w nich łącznie 21 punktów, w tym m.in. 7 w meczu przeciwko Australii. Singapurczycy zajęli ostatecznie 13. miejsce wśród 15 zespołów. 
Wystąpił na Igrzyskach Azjatyckich 1954.